# Alexanderkazerne

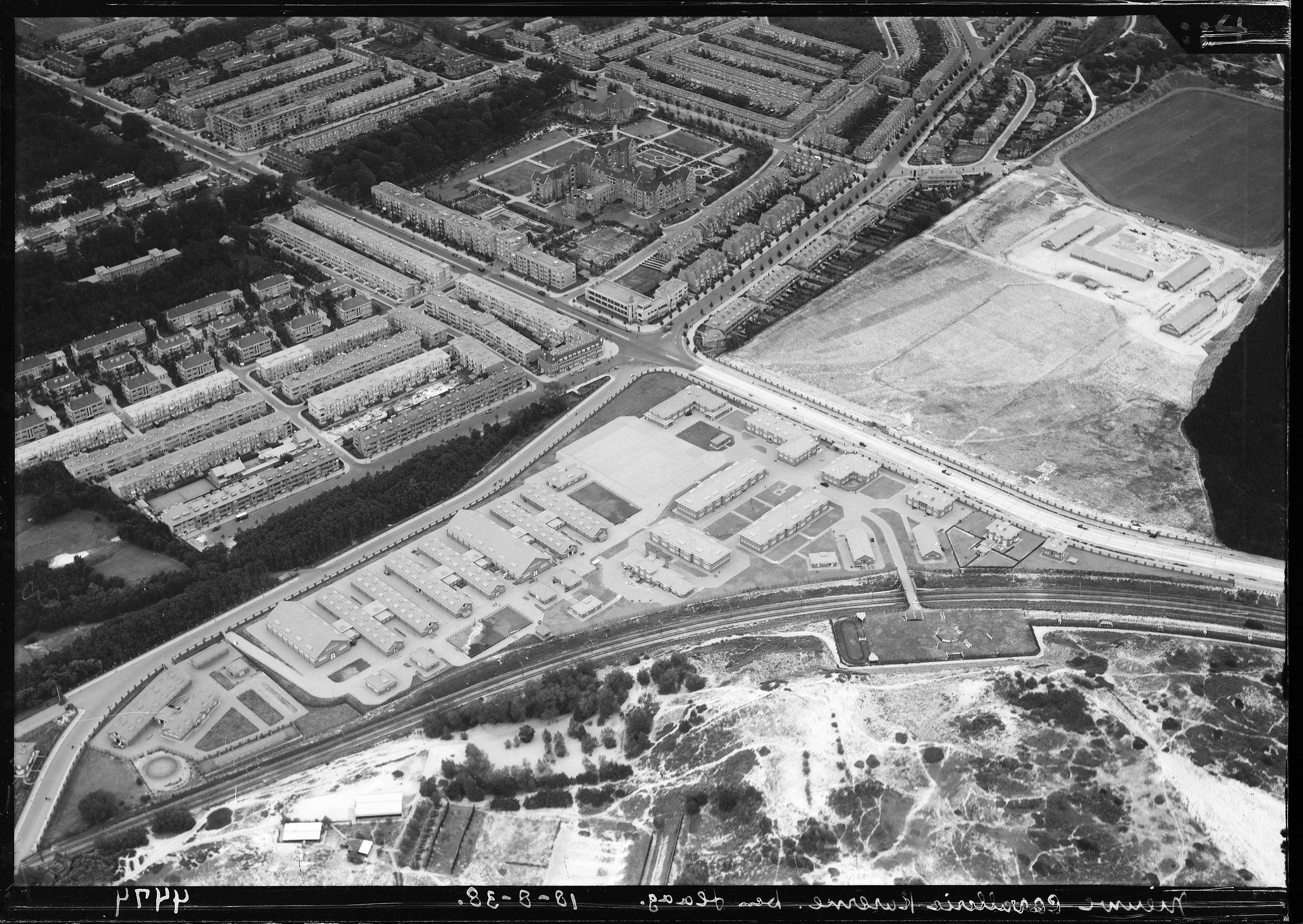
1938: Nieuwe Alexanderkazerne aan de Oude Waalsdorperweg / Van Alkemadelaan

De Alexanderkazerne was van 1938 tot 2012 een kazerne in Den Haag op de hoek van de Waalsdorperweg en de Van Alkemadelaan. Het ontwerp was van Kapitein (later Generaal-Majoor) der Genie J. Kok (1895-1975), in samenwerking met Riné Boerée. De kazerne was genoemd naar prins Alexander, de jonggestorven tweede zoon van koning Willem II.

## Geschiedenis
De Alexanderkazerne werd in 1938 gebouwd tegenover de al bestaande Frederikkazerne. In 1940 moest de militaire Rijschool Amersfoort vanuit de Prins Willem III kazerne in Amersfoort verhuizen naar de Alexanderkazerne om haar mobilisatiebestemming te volgen als Depot Cavalerie.
Op 10 mei 1940 is een deel van de kazerne gebombardeerd, voornamelijk de stallen. Daarbij vielen 66 slachtoffers onder de reservisten, die gelegerd waren op de hooizolders boven de stallen. Bijna alle slachtoffers werden begraven op de Algemene Begraafplaats aan de Kerkhoflaan in Den Haag waar een oorlogsmonument de omgekomen militairen herdenkt. Ook ruim honderd paarden werden gedood; paarden die het bombardement overleefden, werden naar renbaan Duindigt gebracht.
De kazerne bleef, voor zover zij gespaard was gebleven, na de oorlog in gebruik bij de GGD en voor de militaire-dienstkeuring.

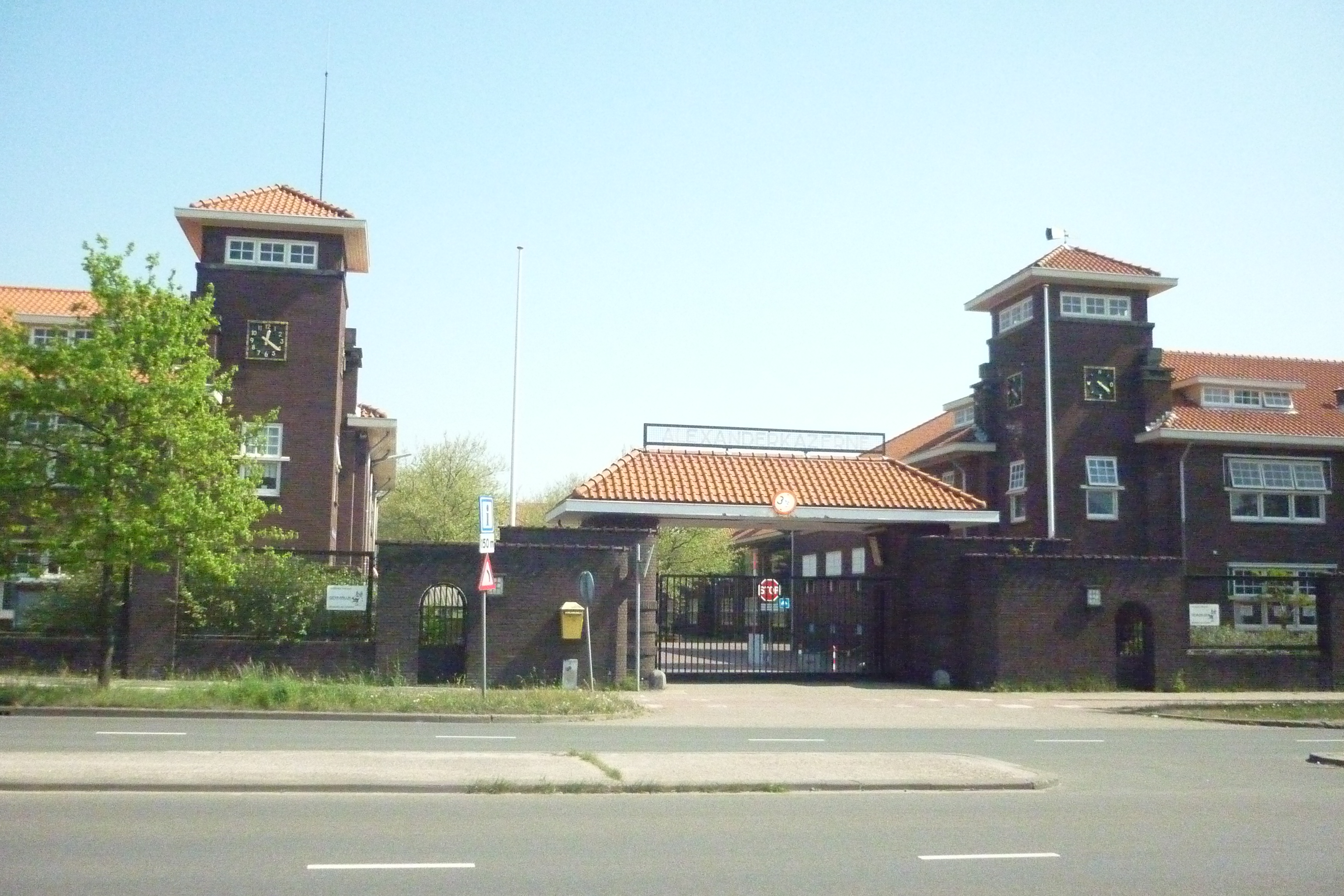
Voormalige "Nieuwe kazerne"

In 2004 was er nog het nieuwe officiershotel geopend. Het legeringsgebouw heette Citadel, en was een ontwerp van Mecanoo Architecten. Het gebouw had 444 kamers en werd door officieren, onderofficieren en dienstplichtige soldaten van de Koninklijke Marine, Koninklijke Landmacht, Koninklijke Luchtmacht en Koninklijke Marechaussee gebruikt die elders in of rond Den Haag hun werkplek hadden. 
Aan de achterkant van de kazerne was tot 1953 de Hofpleinlijn, en de kazerne had er een spooraansluiting voor laden en lossen.

## Huidige situatie
In 2012 is de kazerne gesloopt. Sinds april 2016 staat er het gebouwencomplex van het Internationaal Strafhof (ICC). Na de sloop is ter herinnering aan 1940 het Monument Bombardement Alexanderkazerne aangelegd.